# Bài hát ru cho anh
Bài hát ru cho anh là album phòng thu thứ ba của ca sĩ Hồng Nhung, được phát hành vào ngày 4 tháng 12 năm 1998 bởi Viết Tân. Album gồm 11 các sáng tác của nhạc sĩ Dương Thụ, trong đó 2 ca khúc có sự tham gia của Bằng Kiều và ngoài ra 3 ca khúc được chọn phổ tiếng Anh. Tất cả các ca khúc, theo thời gian đã trở thành những bản nhạc gắn liền với tên tuổi của Hồng Nhung vào cuối những năm 90, giúp cô tìm được cho mình một dòng nhạc mới sau khi đã gắn tên tuổi của mình với dòng nhạc Trịnh và trở thành những sáng tác hay nhất của Dương Thụ.
Bài hát ru cho anh là một trong những album quan trọng trong sự nghiệp của Hồng Nhung. Đây cũng là album đã đóng đinh tên tuổi của cô với dòng nhạc Dương Thụ. Album bao gồm một số sáng tác nổi tiếng như "Cho em một ngày", "Vẫn hát lời tình yêu", "Tháng tư về", "Mặt trời êm dịu" hay "Lắng nghe mùa xuân về".
Bài hát ru cho anh được nhạc sĩ Đức Trí phụ trách phần hòa âm và dàn dựng. Album còn có sự tham gia của saxophone Trần Mạnh Tuấn và Hồng Kiên.
Mặc dù các ca khúc đã được rất nhiều nghệ sĩ thể hiện đầu tiên và đưa vào trong sản phẩm âm nhạc của mình, nhưng Bài hát ru cho anh vẫn là album tình khúc thuần Dương Thụ, kinh điển và hoàn thiện nhất.

## Hoàn cảnh ra đời
Nếu Hồng Nhung đã nổi tiếng từ khi còn rất trẻ thì nhạc sĩ Dương Thụ lại khá lận đận trong sự nghiệp âm nhạc của mình. Năm 22 tuổi, ông đã có ca khúc được phát trên đài tiếng nói nhưng phải hơn 30 năm sau đó ông mới nổi tiếng và khẳng định vị thế, tên tuổi trong làng nhạc Việt, được biết đến với "Tiếng sóng biển" trong thập niên 80 với giọng ca của ngôi sao đương thời Lệ Quyên. Dương Thụ làm nhiều nghề: dạy học, viết báo, sáng tác nhạc, tổ chức biểu diễn các chương trình nghệ thuật. Tuy nhiên, cuộc sống vẫn vất vả, không đạt được ước mơ, hoài bão nghệ thuật, có những lúc ông muốn quay về quê ở Bắc Ninh để sống, nhưng rồi Hồng Nhung đã kéo ông ở lại Sài Gòn khi những ca khúc của ông mà cô thể hiện rất được yêu thích. Khởi đầu bằng "Cho em một ngày" do Hồng Nhung hát với bản hòa âm của nhạc sĩ Nguyễn Hà và tài năng đệm đàn guitar của Vĩnh Tâm đã làm bùng nổ các đêm nhạc tại Nhà hát Hòa Bình (1996), có hôm Hồng Nhung còn được yêu cầu hát lại đến 2 lần, sau đó là hàng loạt ca khúc Topten Làn Sóng Xanh: Vẫn hát lời tình yêu, Bài hát ru cho anh, Mặt trời êm dịu, Bóng tối ly cà phê.

## Sáng tác

### "Cho em một ngày"
Nhạc sĩ Dương Thụ: "Ai cũng nghĩ tôi sáng tác Cho em một ngày là cho một cô nào đó hay nói hộ ai, nhưng thật sự tôi không viết bài hát này cho ai hết, cũng không nói hộ nỗi lòng của cô nào. "Em" trong ca khúc mang tính biểu tượng, không có giới tính, không cần phải là đàn ông hay phụ nữ. Tôi sáng tác bài hát này để nói đến ý: trong tình yêu không thể sở hữu nhau vì ai cũng còn nhiều mối quan hệ khác trong đời sống, nhưng một khi đã yêu là phải thật. Xin chỉ một ngày cho em, khiêm tốn thôi, không đòi hỏi phải răng long đầu bạc suốt đời, nhưng "một ngày" đó phải là cảm xúc thật của tình yêu".
"Cho em một ngày" là một ca khúc nổi tiếng được sáng tác vào năm 1986, ca khúc được thể hiện đầu tiên bởi Thanh Lam, thời điểm nhạc sĩ Dương Thụ sống trong ngôi nhà nhỏ ở khu ngã ba Ông Tạ - đường Cách mạng Tháng Tám, TP.HCM. Nhạc sĩ kể, thời đó và cả trước đó nữa, ông sáng tác nhiều ca khúc nhưng cũng... buồn vì ít có ca sĩ hát cũng như khán giả chưa thấy thích những sáng tác của ông, mà chỉ toàn thích nghe nhạc Phú Quang. Là bạn thân với nhạc sĩ Phú Quang, nên cả hai có làm album chung Em đi qua tôi năm 1990, rồi đêm nhạc Nửa thế kỷ bài hát Việt Nam năm 1994, thế nhưng nhạc của Dương Thụ thời ấy vẫn chưa được nhiều khán giả thích. Dương Thụ chia sẻ: "Lúc đó tôi thấy nản lòng vì rất tha thiết với âm nhạc Việt Nam, nhưng khán giả chưa thích và bản thân lại đang bệnh, cũng như buồn vì con gái mất do bệnh nặng, nên tôi đã quyết định mua mảnh đất ở Bắc Ninh, chuyển về sống hẳn ở đấy đến cuối đời cùng với vợ mới cưới (nhà báo Thủy Phạm), xem như quy ẩn không làm gì liên quan đến âm nhạc nữa. Thế rồi, chính Hồng Nhung là người đã khiến tôi có sự trở lại bằng cú gọi điện thoại cho hay ca khúc Cho em một ngày mà cô ấy hát đang rất được khán giả yêu thích ở Sài Gòn".
"Cho em một ngày" đánh dấu sự gặp gỡ của Hồng Nhung và Vĩnh Tâm. Tôi nhớ đó là chương trình Tình ca 19 tại nhà hát Hòa Bình, TP HCM. Khi tôi chọn "Cho em một ngày", nhiều người trong ban tổ chức chương trình nghi ngờ sự thành công của nó chính vì kết cấu đơn giản của bài hát. Chúng tôi cùng với nhạc sĩ Nguyễn Hà đã dàn dựng bài hát theo đúng sự phát triển tình cảm của một cô gái mới yêu.
"Cho em một ngày" làm tất cả đều bất ngờ, kể cả với Hồng Nhung. Lần đầu tiên công diễn đã nhận được nhiều loạt vỗ tay tán thưởng, cùng với sự đồng cảm uyển chuyển, lúc nâng lên, lúc hạ xuống của cả nghệ sĩ và khán giả" Hồng Nhung chia sẻ.
"Tôi hàm ơn Hồng Nhung đến bây giờ vì lẽ đã làm cho tôi cảm thấy ấm lòng trong thời điểm tôi lạc lõng với âm nhạc. Vì thế ca khúc Cho em một ngày cũng là một ca khúc có kỷ niệm đặc biệt đối với riêng tôi, vì chính nó đã khiến tôi trở lại Sài Gòn sống từ năm 1997 đến nay, với những hoạt động âm nhạc liền mạch: album Nghe mưa 1, 2, show xuyên Việt Nghe mưa cùng Bảo Chấn..." Nhạc sĩ Dương Thụ.
~ Dương Thụ

### "Vẫn hát lời tình yêu"
"Vẫn hát lời tình yêu" được sáng tác năm 1993, ca khúc được viết riêng cho Mỹ Linh và được cô thể hiện đầu tiên. Nhạc sĩ Dương Thụ đã tưởng tượng ra một câu chuyện dành cho Mỹ Linh với ca từ nữ tính mà ai cũng nghĩ sao nhạc sĩ có thể "hóa thân" được: "Đừng xa vội xa em, vội sớm câu vĩnh biệt. Giận chi giận chi em... Đã biết em để mất anh rồi. Tiếng chim ngừng hát bên trời. Đã biết yêu là vẫn thế rồi. Trái tim còn mãi hát lời tình yêu". Lúc ấy, Hồng Nhung nghe Mỹ Linh hát, thấy thích ca khúc này quá nên nói đùa với nhạc sĩ bài này Linh hát chưa hợp đâu, phải để cháu hát. Sau này, Hồng Nhung hát lại ca khúc và tên tuổi của cô gắn liền với "Vẫn hát lời tình yêu".

### "Tháng tư về"
"Tháng tư về" là ca khúc viết về câu chuyện tình yêu của đôi tình nhân đi dạo chơi trên một khoảng không gian bến sông vắng với đầy đủ lối nhỏ, vườn cây... vào thời điểm xuân vừa đi, hạ đang tới ngoài xa nơi chân trời mây trắng. Nét nhạc thanh thoát, bay bổng mà nhẹ nhàng, lời ca chính là bức tranh thiên nhiên trong sáng, nhiều sắc màu nhưng rất trữ tình, đầy lạc quan của người đang yêu. "Em mơ mơ về con đường nhỏ, quanh co lối mòn hoa dại nở, chỉ mình em bên anh bên anh, nghe bâng khuâng mấy nhành hoa lựu đỏ". Nhạc sĩ chia sẻ rằng ông sáng tác theo suy tưởng chứ không lấy một hình ảnh cụ thể của hiện thực. Như bài hát "Họa mi hót trong mưa", ông phát triển từ một làn điệu dân ca Thái, chứ không có hình ảnh nào ngoài đời như thế. Với bài hát "Tháng tư về" cũng vậy. Dương Thụ cho biết, chính lúc ngồi trong một góc vườn vắng ở phương Nam, mà cụ thể đây là ngôi nhà của ông ở TP. Hồ Chí Minh, ông đã nảy ra ý tưởng về tháng Tư phương Bắc quê hương (ông quê Vân Đình, Hà Tây cũ): "Mây xa vời, nắng xa vời, con sông xa lững lờ trôi. Nắng nhẹ nhàng, mây trắng nhẹ nhàng, hát giấc mơ xa lắm". Hồng Nhung là ca sĩ đầu tiên thể hiện ca khúc này và là người thể hiện hay nhất.

Ca khúc đã được chọn làm bài hát chính thức của Giải thưởng Âm nhạc Cống hiến từ mùa 2009.
~ Hồng Nhung

### "Lắng nghe mùa xuân về"
"Lắng nghe mùa xuân về" là một trong những ca khúc được nghe nhiều nhất vào thời khắc giao thừa. Người đầu tiên thể hiện ca khúc này là nữ ca sĩ Trang Kim Yến, khi đó nhạc sĩ Dương Thụ đang làm chỉ đạo nghệ thuật cho sân khấu ca nhạc chuyên nghiệp ở quận 10. Ca khúc này khi mới được Trang Kim Yến tập dượt đã khiến nhiều người bất ngờ về phần giai điệu khá lạ tai và khác hẳn với phong cách nhạc Xuân quen thuộc trước đó. Bởi lẽ theo lời nhạc sĩ Dương Thụ, anh không sáng tác nhạc Xuân mà là lời tự sự của mình vào thời khắc chuyển giao giữa năm cũ và mới. Tuy nhiên, mãi đến khi "Lắng nghe mùa xuân về" được Hồng Nhung thể hiện, ca khúc này mới trở nên phổ biến hơn. Giọng hát kỹ thuật nhưng vẫn đầy cảm xúc của Hồng Nhung như thổi hồn vào trong ca khúc này khiến "Lắng nghe mùa xuân về" trở nên gắn liền với tên tuổi của nữ ca sĩ. Bản song ca của Hồng Nhung và Bằng Kiều ca khúc này rất được yêu thích. Trong Liveshow Bằng Kiều 2012 Concert đã được tổ chức, cả hai vẫn khiến khán giả xúc động khi hát lại ca khúc này. Nhạc sĩ từng chia sẻ "Lắng nghe mùa xuân về" được viết ra từ những cảm xúc bất chợt khi nhớ về thủ đô giữa ngày xuân Sài Gòn.
Nhạc sĩ Nguyễn Cường: "Bài này của cha Dương Thụ vẫn là bài về mùa Xuân mà tôi thích nhất".

### "Tiếng sóng" và "Hơi thở mùa xuân"
Ngoài ra, Lệ Quyên là người đầu tiên thể hiện ca khúc "Tiếng sóng" và "Hơi thở mùa xuân".

## Danh sách ca khúc
Lời Anh: Patrick Gallagher (12, 14) và Hồng Nhung (13)
Tất cả các ca khúc được viết bởi Dương Thụ.
| STT              | Nhan đề                                         | Thời lượng |
| ---------------- | ----------------------------------------------- | ---------- |
| 1.               | "Cửa sổ mùa đông"                               | 7:09       |
| 2.               | "Bài hát ru cho anh"                            | 5:38       |
| 3.               | "Đánh thức tầm xuân"                            | 5:10       |
| 4.               | "Mặt trời êm dịu"                               | 4:00       |
| 5.               | "Vẫn hát lời tình yêu"                          | 4:55       |
| 6.               | "Cho em một ngày"                               | 5:34       |
| 7.               | "Tháng tư về"                                   | 5:19       |
| 8.               | "Tiếng sóng" (hợp tác với Bằng Kiều)            | 6:18       |
| 9.               | "Bay vào ngày xanh"                             | 3:31       |
| 10.              | "Nghe mưa"                                      | 4:29       |
| 11.              | "Lắng nghe mùa xuân về" (hợp tác với Bằng Kiều) | 5:27       |
| 12.              | "The lullaby for you (Bài hát ru cho anh)"      | 5:38       |
| 13.              | "The flying dream (Bay vào ngày xanh)"          | 3:32       |
| 14.              | "Rain, rain forever (Vẫn hát lời tình yêu)"     | 5:24       |
| Tổng thời lượng: | Tổng thời lượng:                                | 1:12:09    |

| Tái bản | Tái bản                                         | Tái bản    |
| STT     | Nhan đề                                         | Thời lượng |
| ------- | ----------------------------------------------- | ---------- |
| 1.      | "Cửa sổ mùa đông"                               | 7:10       |
| 2.      | "Bài hát ru cho anh"                            | 5:24       |
| 3.      | "Đánh thức tầm xuân"                            | 5:11       |
| 4.      | "Mặt trời êm dịu"                               | 4:00       |
| 5.      | "Vẫn hát lời tình yêu"                          | 5:55       |
| 6.      | "Cho em một ngày"                               | 5:34       |
| 7.      | "Tháng tư về"                                   | 5:19       |
| 8.      | "Tiếng sóng" (hợp tác với Bằng Kiều)            | 6:18       |
| 9.      | "Bay vào ngày xanh"                             | 3:30       |
| 10.     | "Nghe mưa"                                      | 5:38       |
| 11.     | "Lắng nghe mùa xuân về" (hợp tác với Bằng Kiều) | 5:27       |
| 12.     | "The lullaby for you (Bài hát ru cho anh)"      | 5:39       |
| 13.     | "The flying dream (Bay vào ngày xanh)"          | 3:32       |
| 14.     | "Rain, rain forever (Vẫn hát lời tình yêu)"     | 5:24       |

## Thành phần tham gia sản xuất
Theo booklet của album.
Hòa âm, dàn dựng: Đức Trí
Ban nhạc:
- Bass Guitar: Lý Được
- Trống & Percusion: Thanh Sơn
- Guitar: Kim Tuấn
- Keyboards & Drums programming: Đức Trí
- Keyboards: Anh Khoa, Minh Mẫn
- Saxophone: Trần Mạnh Tuấn (1, 4) Hồng Kiên (1, 11)
- Flute (Sáo): Tuấn Khanh
- Violin: Bá Dzu

Background Vocals (Bè): Tam ca Thế hệ mới
Thiết kế:
- Tranh: Hoàng Lập Ngôn
- Ảnh: Phan Kiên
- Trình bày: Từ Phương Thảo
- Ảnh và trình bày tái bản: Lê Hồng Hạnh

## Phát hành
Sau khi phát hành trên các kệ đĩa với bìa đỏ - bức tranh của họa sĩ Hoàng Lập Ngôn (bạn của Lê Văn Ngoạn - ông nội Hồng Nhung cùng học trong trường mỹ thuật Đông Dương) vẽ chính cô, lượng album bán không như mong đợi. Sau đó Bài hát ru cho anh đã được tái bản lại với bìa trắng và lập tức bán chạy. Nhưng theo thời gian, bìa đỏ đã trở thành một trong những CD có giá trị của cô trong cộng đồng mua đĩa nhạc cũ.
Năm 2000, Hồng Nhung đã phát hành băng video liveshow "Bài hát ru cho anh".

## Trong văn hóa đại chúng
"Cho em một ngày" là một sáng tác nổi tiếng của nhạc sĩ Dương Thụ, bài hát đã được Thanh Lam thể hiện đầu tiên trong album Em đi qua tôi (1990) và sau đó là Cho em một ngày (1998), Giọt...Lam – Thanh Lam Collection Vol 1 (2007), Lam xưa (2008), ngoài ra còn có Mỹ Linh trong album tuyển tập Áo lụa Hà Đông, Đàm Vĩnh Hưng trong album Vol 1 Tình ơi xin ngủ yên (2001) và cũng được Đen trình bày trong EP KOBUKOVU (2016) với sự góp giọng của Kimmese.
"Vẫn hát lời tình yêu" là ca khúc được nhạc sĩ viết riêng cho Mỹ Linh và "Bài hát ru cho anh" được Linh thể hiện đầu tiên trong album Vẫn hát lời tình yêu (1996) nhưng Hồng Nhung đã thể hiện lại trong chính album này và là người thể hiện thành công nhất. Cả hai ca khúc đều được Hồng Nhung thể hiện với một bản phối khác trong Hồng Nhung & Top Ten Hits (1997). "Bài hát ru cho anh" đã được Nhung hát trước đó trong Nghe mưa 2 (1998) và Hà Trần trình bày lại "Bài hát ru cho anh" trong Ngày em về, ngoài ra học trò của Nhung - Phạm Hà Linh đã thể hiện trong album đầu tay Hồi Sinh – The Return Of Happiness (2014). Thanh Lam hát lại "Vẫn hát lời tình yêu" trong Nơi mùa Thu bắt đầu (1999).
"Tháng tư về" là ca khúc được sáng tác bởi nhạc sĩ Dương Thụ, sau này đã được Trần Thu Hà, Anh Thơ trình bày lại và Mỹ Linh trong album tuyển tập Biển ngày mưa (2000), Trần Mạnh Tuấn trong Về quê (2003), Khánh Linh thể hiện trong Họa mi hót trong mưa (2004), Thanh Tâm trong Cánh đồng tình yêu (2010).
"Lắng nghe mùa xuân về" là ca khúc được thể hiện đầu tiên bởi ca sĩ Trang Kim Yến, nhưng sau này lại là bản song ca gắn liền với tên tuổi của Hồng Nhung và Bằng Kiều. Ca khúc được Thanh Lam thể hiện lại trong album tuyển tập Hoa cỏ mùa xuân, Không thể & Có thể (21/7/1999) và Trần Thu Hà trình bày lại trong album Bài tình cho giai nhân (1999) và được chính Hà Trần song ca với Bằng Kiều trong album Một ngày mùa đông (2000), Mỹ Linh trong Tóc ngắn (1999),  ngoài ra còn có Hoàng Quyên,... Ca khúc cũng được 5 danh ca Thanh Lam, Hồng Nhung, Bằng Kiều, Mỹ Linh, Trần Thu Hà cùng hòa giọng trong album tuyển tập Nét ca trù ngày xuân (2001) phát hành bởi Làng Văn.
"Cửa sổ mùa đông" được Bằng Kiều thể hiện cùng với "Đánh thức tầm xuân" được Bằng Kiều và Hà Trần song ca trong album chung của anh với Hà Trần – Đánh thức tầm xuân (1998). "Cửa sổ mùa Đông" đã được Đức Tuấn thể hiện lại trong Bây giờ... Biển mùa Đông (2010), Mỹ Linh trong album tuyển tập Biển ngày mưa (2000) còn "Đánh thức tầm xuân" và "Bay vào ngày xanh" được Thanh Lam trình bày trong Mây trắng bay về (2001) và bản song ca "Đánh thức tầm xuân" của Hồng Nhung, Quang Dũng album Vì ta cần nhau (2007). "Bay vào ngày xanh" được Thanh Lam thể hiện trước đó trong album chung của cô và Hồng Nhung – Nghe mưa (1997). "Bay vào ngày xanh" được Nguyễn Trần Minh Đức opera hóa trong Ngày mưa, ngày xanh (2015). "Mặt trời êm dịu" cũng được thể hiện bởi Thanh Lam trong Em và tôi (1998) sau đó là Cho em một ngày (1998) và cùng với "Bay vào ngày xanh" được Mỹ Linh, Ngọc Châu, Bằng Kiều hòa giọng trong album Chiều xuân (1998).
"Nghe mưa" là một ca khúc thể hiện thành công nhất bởi Hồng Nhung và đã được chính cô thể hiện trước đó trong Nghe mưa (1997) và Mỹ Linh trình bày lại trong Tóc ngắn (1999).